# Inchgarvie
Inchgarvie (occasionalmente scritto come Inch Garvie) è una piccola isola disabitata situata nel Firth of Forth, in Scozia. Il suo nome deriva da Innis Garbhach, che in gaelico scozzese sta per "isola selvaggia". Sulle rocce intorno all'isola siedono quattro strutture che costituiscono le fondamenta del ponte Forth.
Sull'isola vi sono dei resti di fortificazioni. Prima della costruzione dei ponti, quando le barche erano l'unico modo per attraversare il Firth of Forth, l'isola si trovava sulla rotta principale tra North Queensferry a Fife e South Queensferry a Lothian, rendendola strategicamente importante. Sebbene ora sia disabitata, l'isola è stata abitata in vari periodi storici, il primo insediamenti risale alla fine del XV secolo con la costruzione di un castello.

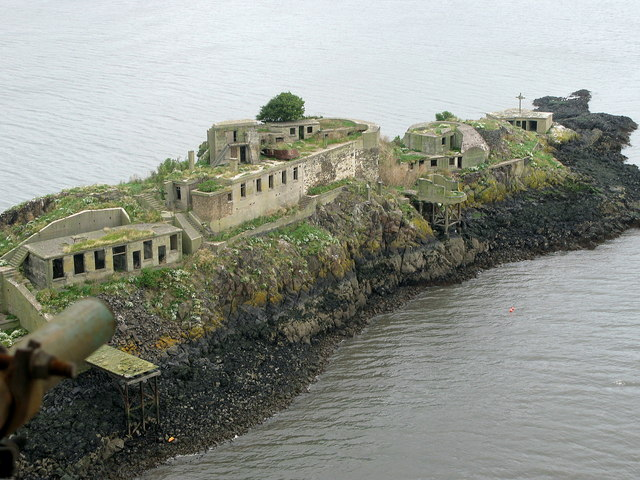
Vista dall'alto

Nelle vicinanze è presente un'altra piccola isola chiamata Inchmickery. Vi furono installati dei cannoni per la difesa costiera dal 1901 al 1906, e di nuovo dal 1908 fino agli anni 30.